# Byrasandra, Mulbagal
Byrasandra là một làng thuộc tehsil Mulbagal, huyện Kolar, bang Karnataka, Ấn Độ.